# Ruefa
Die Ruefa Reisen GmbH ist ein Tochterunternehmen des Österreichischen Verkehrsbüros. Das Unternehmen führt 77 Reisebüros in ganz Österreich unter der Marke Ruefa. Der Unternehmenssitz liegt im 2. Wiener Gemeindebezirk. Der Name Ruefa entstand 1951 und ist ein Akronym für „Reise Urlaub Erholung für alle“.

## Geschichte
Nach Ende des Zweiten Weltkriegs wurde im Arbeiterurlaubsgesetz nach einer Initiative der Gewerkschaften festgeschrieben, dass „Arbeit eine alljährliche Auffrischung der Arbeitskraft durch eine längere ununterbrochene Arbeitspause notwendig macht“. 
Zunächst wurden – um möglichst vielen Arbeitern Urlaub zu ermöglichen – erste Reisen nach Schweden organisiert. Die so genannte „Landaufenthaltsaktion für Arbeiter und Angestellte“ wurde bald auf Reisen nach Istrien und Italien ausgeweitet. 
1976 erwarb die BAWAG Bank für Arbeit und Wirtschaft das Reiseunternehmen Ruefa und konsolidierte die Gesellschaft. Gleichzeitig wurde auch das Reisebüro-Filialnetz ausgebaut und die Produktionen des Reiseveranstalters konzentriert. Im Jahr 2000 übernahm die Bayerische Landesbank 100 % der Anteile an Ruefa. Gleichzeitig wurde die Gesellschaft mit beschränkter Haftung in eine Aktiengesellschaft umfirmiert. Seit 1. November 2004 steht Ruefa im 100%igen Eigentum der Österreichisches Verkehrsbüro AG und ist als Verkehrsbüro-Ruefa Reisen GmbH in den Konzern eingegliedert.

## Einmarkenstrategie
Im Jahr 2008 fällte das Unternehmen die Entscheidung als Reisebüro und Reiseveranstalter unter der einheitlichen Marke Ruefa aufzutreten (zuvor: Verkehrsbüro Reisen und Ruefa). Ab 2009 begann die sukzessive Umstellung aller Reisebüros in Österreich, die in einer österreichweiten Neugestaltung der Reisebüros und einer Zertifizierung der Reiseberater gipfelte. Das dabei entworfene neue Ruefa-Logo stellt eine Welle in Weiß vor rotem Hintergrund dar und soll Urlaub und Reisen symbolisieren.